# Peperomia pseudopubescens
Peperomia pseudopubescens är en pepparväxtart som beskrevs av C. Dc.. Peperomia pseudopubescens ingår i släktet peperomior, och familjen pepparväxter. Inga underarter finns listade i Catalogue of Life.